# Phreatia acuminata
Phreatia acuminata är en orkidéart som beskrevs av Johannes Jacobus Smith. Phreatia acuminata ingår i släktet Phreatia och familjen orkidéer. Inga underarter finns listade i Catalogue of Life.